# Mika Karppinen
Mika Kristian "Gas" Karppinen (født 8. februar 1971 i Eskilstuna) er trommeslager i det finske band HIM.